# Teatro Duse (Bologne)

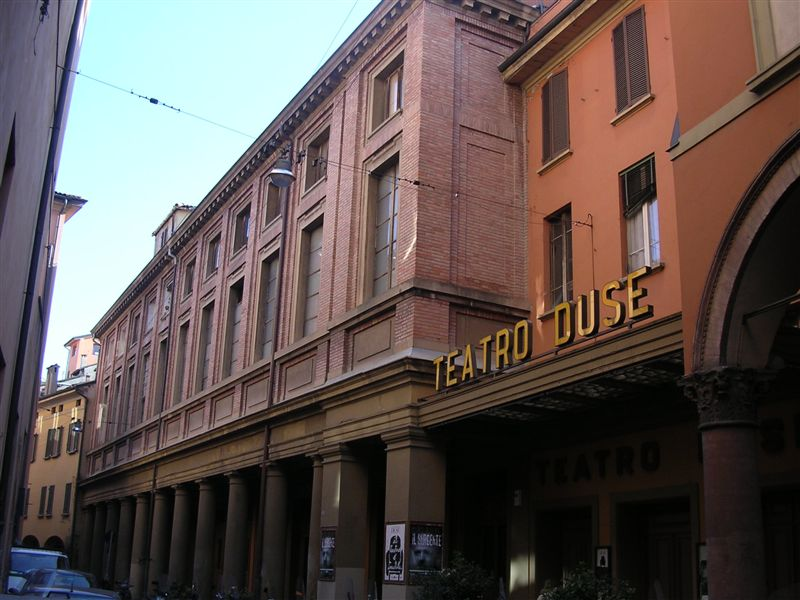
Le teatro Duse.

Le Teatro Duse est une des plus anciennes salles de théâtre de Bologne en Émilie-Romagne. 
Situé dans le palazzo del Giglio de la via Cartoleria, il abritait déjà dans la moitié du XVIIIe siècle, le petit théâtre San Saverio utilisé pour les récitations des élèves d'un collège jésuite.

## Histoire

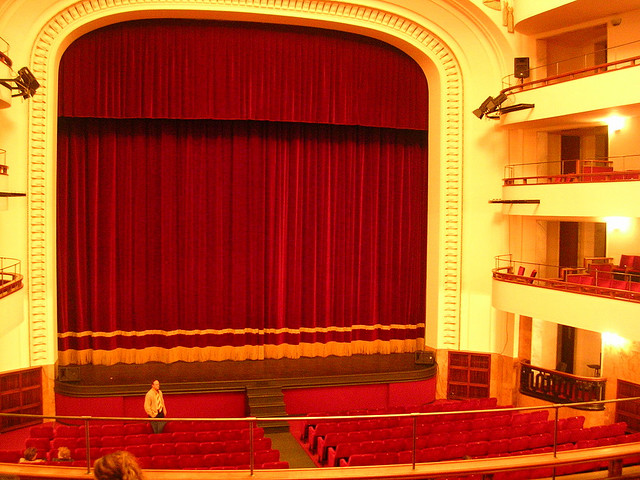
L'intérieur et le rideau de scène.

En 1822, l'ingénieur Antonio Brunetti racheta la salle, qui prit ensuite le nom du Teatro Brunetti. Initialement, son programme était destiné aux spectacles de marionnettes et aux numéros de cirque. À la mort du propriétaire, ses petits-enfants décidèrent de moderniser le théâtre par une importante rénovation.
En 1865, fut inaugurée la nouvelle salle avec deux rangées de galeries et un poulailler, équipés d'un éclairage à gaz, une nouveauté pour l'époque. Le Teatro Brunetti, doté d'un programme varié, de pièces de théâtre, d'opéras, d'opérettes et de concerts, devint vite l'un des théâtres les plus importants de la ville et accueillit le roi Humbert Ier et son épouse Marguerite en 187 ainsi que deux spectacles de Sarah Bernhardt.
En 1898, le théâtre changea encore une fois de propriétaire et de nom. Il fut nommé Teatro Duse en l'honneur d'Eleonora Duse, la plus grande comédienne italienne de l'époque, appréciée à tel point d'avoir un théâtre intitulé à son nom, lors de son vivant : en 1898, Eleonara Duse avait quarante ans et était en pleine activité. Le théâtre fut rénové en 1904, puis de nouveau dans les années 1940, quand il prit son aspect actuel. En 2003, sont effectués des travaux de restauration.
De 1963 à 201 le théâtre a été géré par l'Ente Teatrale Italiano (E.T.I.), jusqu'à ce que le décret no 78 du 31 mai 2010 l'ait supprimé, déléguant certaines responsabilités au MiBAC, Ministero per i Beni e le Attività Culturali.
La saison théâtrale se déroule, habituellement, de la mi-octobre à début mai. Le programme met l'accent sur les pièces de théâtre, du drame à la comédie classique et contemporaine.